# FK Napredak Kruševac
A Napredak Kruševac (szerbül: Фудбалски клуб Напредак Крушевац) egy szerb labdarúgócsapat, székhelye Kruševac városában található. Jelenleg a szerb másodosztályban szerepel.
Legnagyobb sikerét 2000-ben jegyezte, mikor bejutott a szerb és montenegrói csapatok számára rendezett jugoszláv kupa döntőjébe.

## Története
A Napredak együttesét 1946. december 8-án alapították három klub egyesüléséből: a Zakić, Badža, és a 14. Oktobar. Első hivatalos mérkőzését Szkopjében, a Makedonija csapata ellen játszotta 1947 januárjában.
1949-ben Szerbia bajnokaként a jugoszláv élvonalba lépett, ahonnan azonnal ki is esett. A következő első osztályú szereplésre 1978-ig kellett várni, mikor egy megújult és jobb játékerőt képviselő Napredak versengett a legjobb jugoszláv csapatok között. Két évvel később mutatkozott be az európai kupákban, azonban a keletnémet Dynamo Dresden kettős győzelemmel búcsúztatta az 1980–81-es kiírásából. 
A nemzeti versengésben legjobb eredményét 2000-ben érte el, mikor bejutott a jugoszláv kupa döntőjébe, ahol a patinás belgrádi klub, a Crvena zvezda állította meg. A kupadöntős szereplés – mivel a fővárosi „vörös csillag” megnyerte a bajnokságot is – újabb UEFA-kupa-indulásra jogosította. A selejtezőkörben pályaválasztóként 5–1-re legyőzte az észt Viljandi Tulevik együttesét, így az Észtországban elért 1–1-es döntetlen csak a továbbjutást biztosította. A második legrangosabb európai kupa főtábláján a krétai ÓFI csapatával nézett farkasszemet, azonban a hazai 0–0-s döntetlent a görög szigeten 6–0-s vereség követett, így megalázó eredménnyel búcsúzott.
A klub hamarosan elbúcsúzott az élvonaltól, 2007 júliusában csak a Mladost Apatin visszalépésének köszönhette az újbóli élvonalbeli tagságot.

## Eredményei

### Európaikupa-szereplés

#### Összesítve
| Kupa       | J | GY | D | V | LG–KG |
| ---------- | - | -- | - | - | ----- |
| UEFA-kupa  | 6 | 1  | 2 | 3 | 6–10  |
| Összesítve | 6 | 1  | 2 | 3 | 6–10  |

#### Szezonális bontásban
| Idény     | Kupa      | Forduló    | Klub             | 1. mérk. | 2. mérk. |
| --------- | --------- | ---------- | ---------------- | -------- | -------- |
| 1980–1981 | UEFA-kupa | 1. forduló | Dynamo Dresden   | 0–1      | 0–1      |
| 2000–2001 | UEFA-kupa | Selejtező  | Viljandi Tulevik | 5–1      | 1–1      |
| 2000–2001 | UEFA-kupa | 1. forduló | ÓFI              | 0–0      | 0–6      |

Megjegyzés: Csak az Európai Labdarúgó-szövetség (UEFA) által szervezett európai kupák eredményeit tartalmazza. Az eredmények minden esetben a Napredak Kruševac szemszögéből értendőek, a félkövéren jelölt mérkőzéseket pályaválasztóként játszotta.

## Külső hivatkozások
- Hivatalos honlap (szerbül)
- Adatlapja az uefa.com-on (angolul)